# 滇水丝梨
滇水丝梨（学名：Sycopsis yunnanensis）为金缕梅科水丝梨属下的一个种。其种加词 yunnanensis 意为“云南的”。